# Cairndow
Cairndow, schottisch-gälisch: An Càrn Dubh, ist eine nur aus wenigen Häusern bestehende Ortschaft in der schottischen Council Area Argyll and Bute. Sie liegt direkt nördlich der Halbinsel Cowal am Ufer des Meeresarmes Loch Fyne etwa 31 km nordwestlich von Helensburgh und 36 km südöstlich von Oban.
Cairndow ist durch die A83, welche die Halbinsel Kintyre bis Campbeltown mit dem Central Belt verbindet, an das Fernstraßennetz angeschlossen. Im 19. Jahrhundert wurde der Schiffsanleger von Cairndow regelmäßig von Fähren aus Inveraray angesteuert. Die Ortschaft entwickelte sich in den 1950er Jahren im Rahmen des ersten Plans zur Wasserkraftnutzung. In Cairndow werden heute Austern gezüchtet.

## Sehenswürdigkeiten
In der Umgebung von Cairndow sind zwei Denkmäler aus der höchsten schottischen Denkmalkategorie A zu finden. Am Südende der Ortschaft liegt das aus den 1810er Jahren stammende neogotische Gebäude der Kilmorich Parish Church, in dem bis heute Gottesdienste abgehalten werden. Südwestlich befinden sich die Ländereien von Ardkinglas House. An dieser Stelle stand wahrscheinlich seit 1396 eine Festung, in welchem sich im Juli 1563 die schottische Königin Maria I. aufhielt. Von diesem Gebäude sind heute keine Spuren mehr zu finden. Das heute an dieser Stelle zu findende Herrenhaus wurde wahrscheinlich 1795 nach Plänen von James Playfair gebaut.